# Josip Tadić
Josip Tadić (Đakovo, 22. kolovoza 1987.) hrvatski je nogometaš koji igra na poziciji napadača. Trenutačno igra za Jarun.

## Klupska karijera
Nakon što je kratko igrao za Osijek i u 20 utakmica zabio 7 pogodaka s tek navršenih sedamnaest godina postao je metom njemačkog prvoligaša Bayera iz Leverkusena. Nakon neuspjelog 18-mjesečnog probijanja u prvu momčad vratio se u 1. HNL, točnije, zagrebački Dinamo.
Ne uspjevši se nametnuti za prvi sastav tijekom boravka u Dinamu odlazi, 4. srpnja 2009. godine, u francuski Grenoble. 
Nakon sezone i pol provedene u Francuskoj, 30. prosinca 2010. godine potpisuje polugodišnji ugovor s njemačkom Arminijom, uz opciju za još jednu sezonu ako klub zadrži drugoligaški status.
U srpnju 2014. godine, Tadić prelazi u austrijski Sturm iz Graza.

## Reprezentativna karijera
Prošao je sve mlađe uzrasne kategorije hrvatske reprezentacije.

## Priznanja

### Klupska
Rijeka
- Hrvatski nogometni superkup (1): 2014.

## Vanjske poveznice
- (engl.) Josip Tadić na uefa.com